# Xavier Kuhn
Pour les articles homonymes, voir Kuhn.
Xavier Kuhn, né le 4 août 1978 à Sélestat, est un skieur acrobatique français spécialisé dans les épreuves de skicross. 
Au cours de sa carrière, il a participé aux Jeux olympiques d'hiver de 2010 en ski cross ainsi qu'à trois mondiaux dont sa meilleure performance est une treizième place en 2007, enfin en coupe du monde il est monté à cinq reprises sur un podium pour deux victoires le 31 janvier 2004 à Spindleruv Mlyn et le 9 janvier 2010 aux Contamines.
Il annonce courant 2010 qu'il ne reprendra pas les compétitions internationales en 2011.

## Palmarès

### Championnats du monde

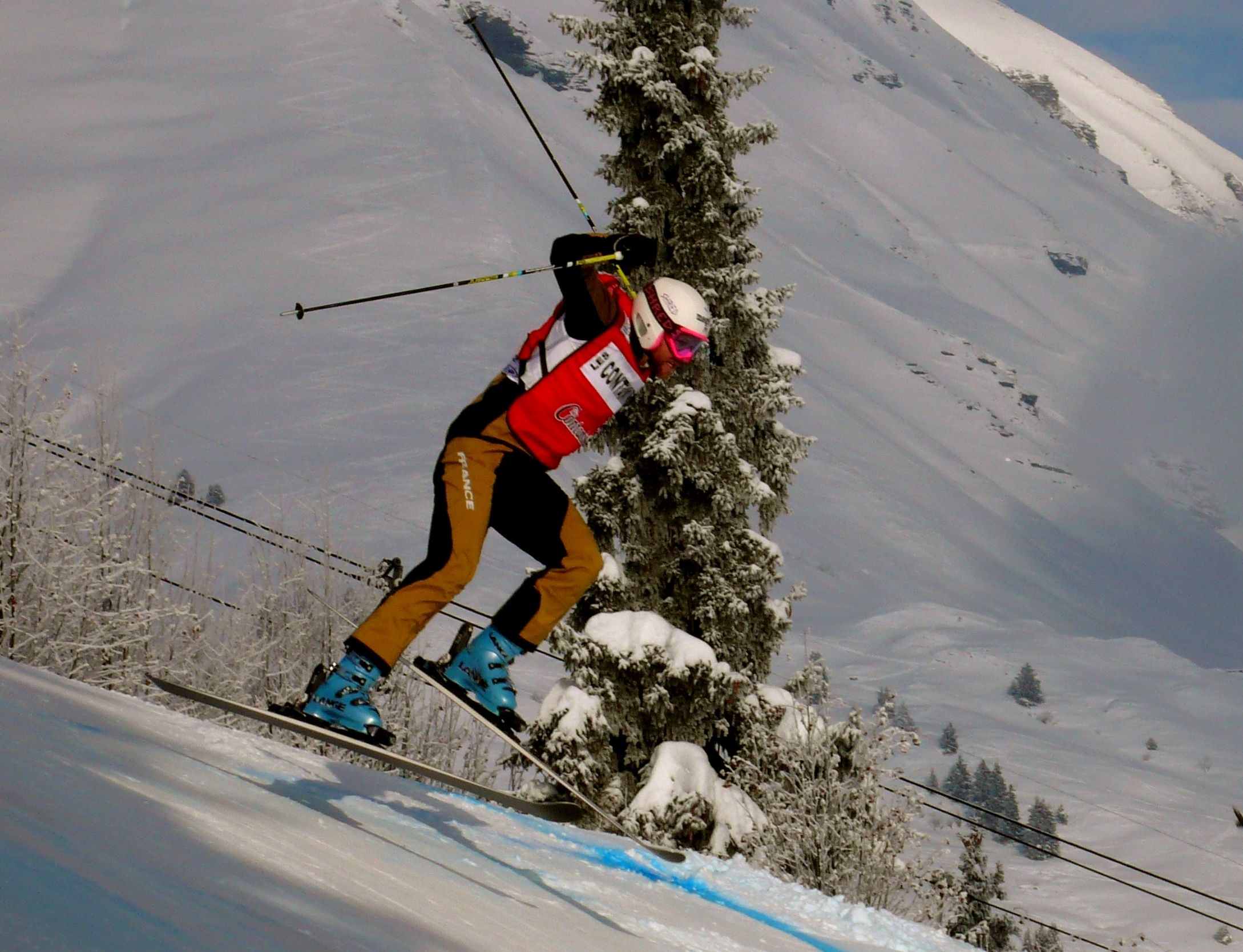
Xavier Kuhn en 2010 aux Contamines.

| Édition/Discipline | Skicross |
| Mondiaux 2005      | 22e      |
| Mondiaux 2007      | 13e      |
| Mondiaux 2009      | Ab.      |

### Coupe du monde
- Meilleur classement en bosses : 5e en 2004
- 5 podiums en skicross dont 2 victoires.

### Divers
- Champion du Monde 2001 de skicross (hors fédération internationale de ski)

### Championnats de France Elite
- Champion de France en 2003